# كينتو ناكامورا
كينتو ناكامورا (باليابانية: 中村健人) هو متزلج فني ياباني، ولد في 16 أكتوبر 1991 في ماتسودو في اليابان.

## وصلات خارجية
- كينتو ناكامورا على موقع الاتحاد الدولي للتزلج (الإنجليزية)